# Hegge (Ortschaft)

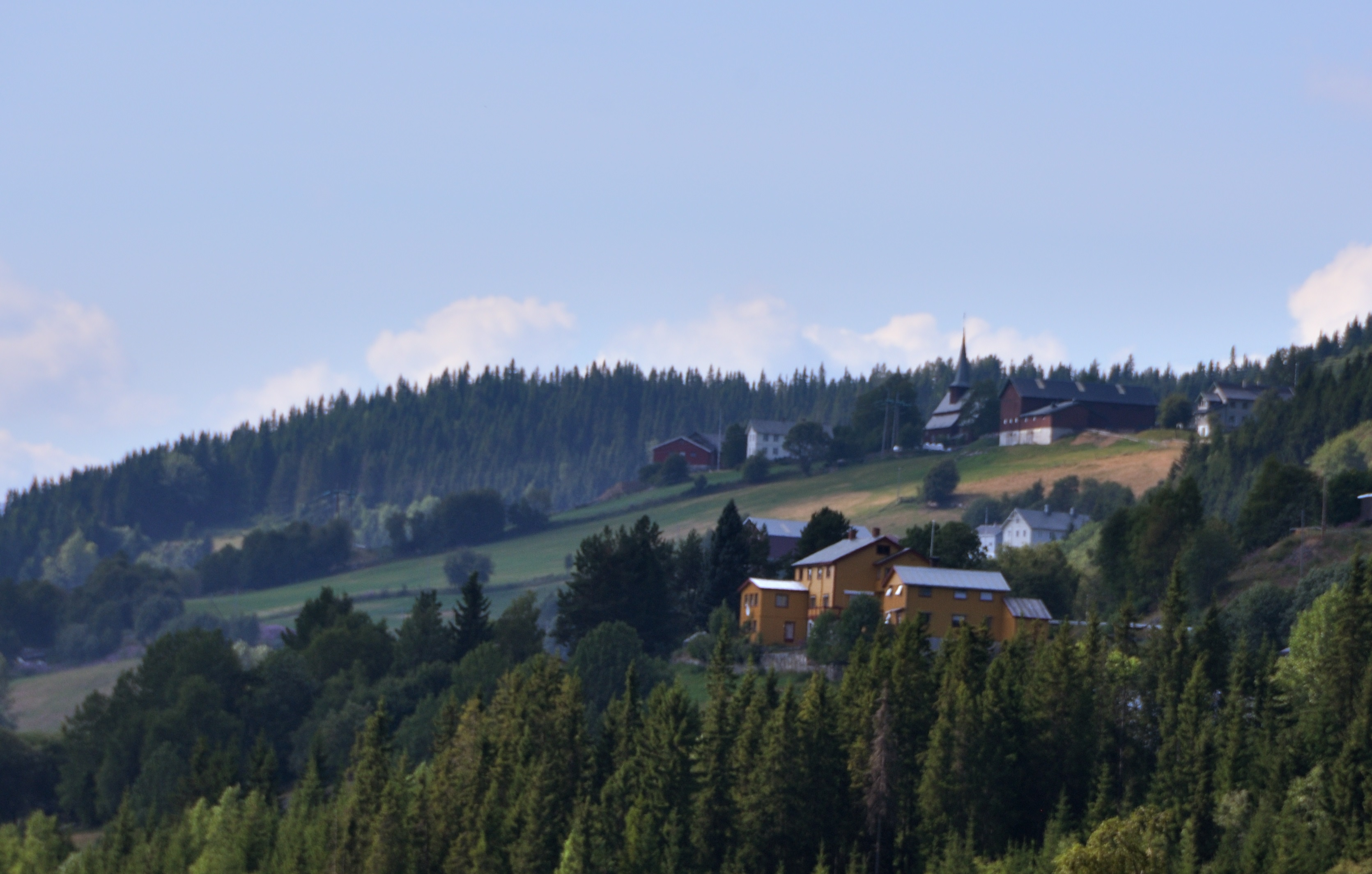
Hegge mit der Stabkirche auf der Anhöhe (2018)

Hegge ist ein norwegischer Ort in der Kommune Øystre Slidre der Provinz (Fylke) Innlandet. Im Ort befindet sich die denkmalgeschützte Stabkirche Hegge (norwegisch Hegge stavkirke) aus dem 13. Jahrhundert.  
Hegge liegt an der RV 51 zwischen Fagernes und Beitostølen in der norwegischen Landschaft Valdres sowie 1 km nördlich 1 km von Heggefjord entfernt.